# Jacquiniella cobanensis
Jacquiniella cobanensis là một loài thực vật có hoa trong họ Lan. Loài này được (Ames & Schltr.) Dressler mô tả khoa học đầu tiên năm 1966.